# Релігія у Вірменії
Релігія у Вірменії (перепис 2011)
Станом на 2011 рік, більшість вірмен є християнами (97%) і членами власної церкви Вірменії — Вірменської Апостольської Церкви, яка є однією з найстаріших християнських церков. Церква була заснована у 1 столітті нашої ери, а в 301 році нашої ери стала першою галуззю християнства, яка стала державною релігією.
Згідно з публікацією Pew Research у грудні 2018 р. Вірменія є другою найбільш релігійною країною серед 34 європейських країн. 80% респондентів заявили, що вірять у Бога з абсолютною впевненістю.

## Християнство

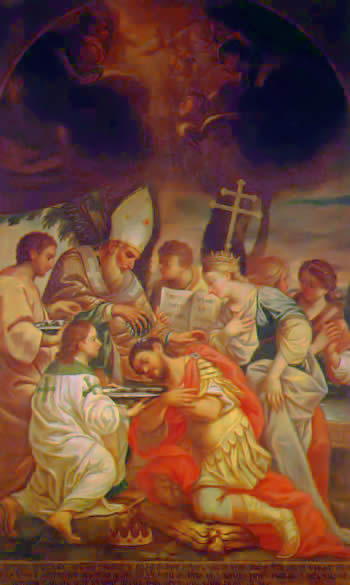
Хрещення Тиридата III

Християнство з'явилося у Вірменії в I сторіччі н.е. коли, згідно з переказами, в країні проповідували апостоли Христові Тадей і Варфоломій, останні вважаються засновниками Вірменської апостольської церкви. На початку IV сторіччя (традиційна дата — 301 рік) цар Тиридат III проголосив християнство державною релігією, таким чином Вірменія стала першою християнською державою в світі.
Згідно з даними перепису населення Вірменії 2011 року 92,6% населення країни належать до Вірменської апостольської церкви, 1,0% населення відносяться до протестантської Вірменської євангелістської церкви, 0,5% належать до Вірменської католицької церкви, 0,3% до деномінації Свідків Єгови (має відмінності як від традиційних християнських церков, так і від протестантських), 0,25% православних, 0,1% належать до духовно-християнської деномінації молоканів, також невідоме число християн за даними перепису віднесені до категорії «інші» (сумарно 0,26 % населення країни), яка крім християн включає в себе мусульман, юдеїв і ряд інших нехристиянських релігій. Таким чином менше 95% населення країни відносяться до християнства.
Вірменська апостольська церква входить до числа Орієнтальних православних церков, до яких входять також Коптська, Етіопська, Еритрейськуа, Сирійськуа і Маланкарська православні церкви.
Серед національних меншин спостерігається високий ступінь релігійної асиміляції, так 77% греків Вірменії відносяться до Вірменської апостольської церкви, до цієї ж церкви відносяться 57% українців, 41% росіян і грузинів, 34% ассирійців. Спостерігається також стійка тенденція до скорочення чисельности і частки національних меншин, які є традиційними носіями тих конфесій, які не мають традиційного поширення серед етнічних вірменів.

## Буддизм
У Вірменії живе кілька десятків буддистів. Крім  студентів з країн, де поширений буддизм, що навчаються в вірменських вузах, в Єревані є маленька буддистська громада, в основному складається з інтелігенції вірменської національности. Через критику, утиски і звинувачення «у сектантстві» з боку послідовників християнства, буддистська громада Вірменії не проводить відкритих релігійних ритуалів і уникає публічности, вважаючи за краще збори на дому[джерело?]

## Єзидизм
При проведенні перепису єзиди кваліфікувалися як самостійний етнос, а їхня традиційна релігія в офіційно виданих матеріалах перепису фігурує під назвою «шарфадинська». З 35 308 етнічних єзидів до шарфанидської релігії відносяться 69% (24 518 осіб), крім того до шарфанидської релігії відносяться 31% етнічних курдів (682 людини). Усього в Вірменії проживає 25 204 послідовників шарфанидської релігії (0,83% населення країни)  . Єзиди в основному проживають в селищах Арагацотн, на північний захід від Єревану. 29 вересня 2012 року в вірменській провінції Армавір було урочисто відкрито та освячено єзидський храм «Зіарат». Це перший храм, побудований за межами споконвічної батьківщини єзидів — північного Іраку, покликаний задовольнити духовні потреби єзидів Вірменії.

## Юдаїзм
У Вірменії живе 3 тисячі юдеїв, в основному в Єревані.

## Іслам

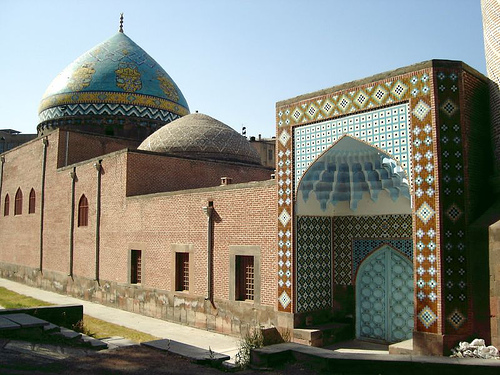
Блакитна мечеть у Єревані

У Вірменії живуть послідовники ісламу, цю релігію сповідують курди, перси, азербайджанці та інші народи. В Єревані для мусульман діє мечеть.
Нині в Вірменії громада мусульман-курдів налічує кілька тисяч чоловік, більшість з них проживає в провінції Котайк, на північ від Єревану, деяка кількість мусульман-азербайджанців проживає близько східних і північних кордонів Вірменії в сільській місцевості. В Єревані проживають близько 1 тисячі мусульман, в основному курди, перси і вихідці з Близького Сходу.

## Язичництво
За даними перепису 2011 року в країні проживає 5 434 послідовники язичництва.
Серед етнічних вірменів язичниками себе вказали 734 людини або 0,02% усіх етнічних вірменів країни. Етанізм — неоязичницький релігійний рух, що відтворює традиційну дохристиянську релігію вірменів. Засноване арменологом Слаком Какосяном на базі творів відомого вірменського політичного і військового діяча та мислителя Гарегіна Нжде. Неоязичницькі обряди регулярно проводяться в храмі Гарні. Головою язичницької громади Арорді в Вірменії є жрець Зограб Петросян. Точна кількість послідовників невідома. Послідовниками Етанізму були видатні вірменські політики Ашот Навасардян, засновник правлячої Республіканської партії Вірменії, і Андранік Маргарян, колишній прем'єр-міністр країни[неавторитетне джерело]

## Свобода віросповідання в Вірменії
Конституція з поправками, внесеними в грудні 2005 року передбачає свободу віросповідання, однак, закон накладає певні обмеження на свободу віросповідання прихильників релігійних меншин, і є деякі обмеження на практиці. Вірменська Апостольська Церква, що має офіційний юридичний статус, як національна церква, користується великими привілеями, недоступними для інших релігійних груп. Деякі конфесії повідомили про дискримінацію з боку посадових осіб середнього або низького рівня уряду, але відзначили, що посадові особи високого рівня більш терпимі. Соціальні стосунки до деяких груп релігійних меншин були подвійними, і з'явилися повідомлення щодо соціальної дискримінації членів цих груп.

## Офіційна статистика
| Нація                                                 | Населення усього | Наявного віросповідання | Вірменська апостольська | Євангеліська | Шарфадинська | Католицька | Свідки Єгови | Православні | Язичники | Молокани | інші (у тому числі мусульмани, юдеї) | Не мають віросповідання | Відмовилися відповісти | Не вказали релігію |
| ----------------------------------------------------- | ---------------- | ----------------------- | ----------------------- | ------------ | ------------ | ---------- | ------------ | ----------- | -------- | -------- | ------------------------------------ | ----------------------- | ---------------------- | ------------------ |
| Вірменія (усього)                                     | 3 018 854        | 2 897 267               | 2 796 519               | 29 280       | 25 204       | 13 843     | 8 695        | 7 532       | 5 434    | 2 872    | 7 888                                | 34 373                  | 10 941                 | 76 273             |
| Вірмени                                               | 2 961 801        | 2 843 545               | 2 784 553               | 28 454       | 0            | 13 247     | 8 581        | 3 413       | 734      | 0        | 4 563                                | 33 254                  | 10 086                 | 74 916             |
| Єзиди                                                 | 35 308           | 33 772                  | 3 597                   | 532          | 24 518       | 0          | 40           | 0           | 3 624    | 0        | 1 461                                | 413                     | 547                    | 576                |
| Росіяни                                               | 11 911           | 11 078                  | 4 899                   | 150          | 0            | 336        | 37           | 2 798       | 0        | 2 755    | 103                                  | 325                     | 132                    | 376                |
| Ассирійці                                             | 2 769            | 2 556                   | 935                     | 47           | 0            | 11         | 14           | 601         | 2        | 0        | 946                                  | 162                     | 20                     | 31                 |
| Курди                                                 | 2 162            | 2 098                   | 180                     | 42           | 682          | 0          | 2            | 0           | 1 068    | 0        | 124                                  | 29                      | 18                     | 17                 |
| Українці                                              | 1 176            | 1 121                   | 674                     | 10           | 0            | 44         | 8            | 360         | 0        | 19       | 6                                    | 34                      | 8                      | 13                 |
| Греки                                                 | 900              | 838                     | 692                     | 6            | 0            | 24         | 2            | 109         | 0        | 0        | 5                                    | 41                      | 9                      | 12                 |
| Грузини                                               | 617              | 401                     | 253                     | 10           | 0            | 23         | 4            | 93          | 0        | 0        | 18                                   | 17                      | 16                     | 183                |
| Перси                                                 | 476              | 401                     | 27                      | 0            | 3            | 12         | 0            | 1           | 0        | 0        | 358                                  | 17                      | 36                     | 22                 |
| інші                                                  | 1 634            | 1 393                   | 661                     | 29           | 1            | 143        | 6            | 150         | 6        | 98       | 299                                  | 64                      | 51                     | 126                |
| відмовилися відповісти на питання щодо національности | 100              | 64                      | 48                      | 0            | 0            | 3          | 1            | 7           | 0        | 0        | 5                                    | 17                      | 18                     | 1                  |